# Balogér
Koordináták: é. sz. 48° 36′ 17″, k. h. 20° 01′ 14″48.604850°N 20.020694°EBalogér (1899-ig Ratkó-Zdichava, szlovákul: Ratkovská Zdychava) Rónapatak településrésze, 1960-ig önálló község Szlovákiában, a Besztercebányai kerületben, a Rimaszombati járásban.

## Fekvése
Rimaszombattól 34 km-re északkeletre, a Balog-patak (Blh) felső folyása mentén található, Rónapataktól 3 km-re északnyugatra.
Egyike Rónapatak két kataszteri területének, területe 4,3208 km².

## Története
A települést a vlach jog alapján alapították a 15. század elején, 1413-ban említik először. 1427-ben a birtokos Derencsényi családnak 3 portával adózott. A 16. században a Bakos család birtoka, majd a 18. századtól különböző nemesi családoké. 1773-ban 20 zsellér és 1 vagyontalan lakosa volt.
A 18. század végén Vályi András így ír róla: „ZDICHAVA. Két tót faluk Gömör Várm. földes Uraik Gr. Koháry, és több Uraságok, lakosaik külömbfélék, fekszenek egygyik Rőczéhez, a’ másik nyustához nem meszsze; határbéli földgyeik középszerűek.”
1828-ban 30 házában 264 lakos élt. Lakói állattartással, faeszköz készítéssel, a 20. században részben bányászattal foglalkoztak.
Fényes Elek szerint: „Zdichava, (Ratkó), Gömör vm. tót f. Ratkóhoz nyugot-északra 1 1/4 órányira: 8 kath., 256 evang. lak. Határa kicsiny és hegyes, de még is a tisztabuzát is megtermi; fatálat, kanalat farag; juhai gyapjából különféle szöveteket készit, s Rimaszombaton adja el. Ut. p. Rimaszombat.”
Borovszky Samu monográfiasorozatának Gömör-Kishont vármegyét tárgyaló része szerint: „Ratkózdichava, balogvölgyi tót kisközség, 29 házzal és 148 ág. h. ev. lakossal. E község szintén a Koháry, majd később a Coburg birtokok közé tartozott, de a herczegi család mellett még a br. Luzsénszky, a De La Motte és a Batyik család is birtokosa volt. Most a Latinák családnak van itt nagyobb birtoka. 1427-ben Zdyhaua, 1450-ben Zdysowa alakban merül fel a község neve. Ág. h. ev. temploma 1841-ben épült. A község postája Ratkó, távírója és vasúti állomása Nyustya.”
A trianoni békeszerződésig Gömör és Kishont vármegye Ratkói járásához tartozott.
1960-ban csatolták Rónapatakhoz.

## Népessége
1910-ben 134-en, túlnyomórészt szlovákok lakták.
1921-ben a 4,15 km²-es községnek 135 lakosa volt, valamennyien szlovák nemzetiségűek, 133-an evangélikus vallásúak.

## Nevezetességei
- Evangélikus temploma 1841-ben épült klasszicista stílusban, 1926-ban megújították és átépítették.

## Lásd még
- Rónapatak